# Снігур Лука Павлович
Снігур Лука Павлович (* 6 листопада 1853 — †1928) — бойківський майстер дерев'яного будівництва і різьбяр, родом із с. Погара на Бойківщині (Сколівський район).
З 20-ти років працював у майстра Арвая, з яким споруджував дерев'яні церкви, пізніше будував самостійно. Уславився як майстер дерев'яної монументальної архітектури, а також різьбяр. Авторству Снігура приписують понад 50 будинків різного призначення, з них бл. 35 дерев'яних церков бойківського типу. Серед найкращих робіт — церкви у селах Росохачі і Оряві (1882 [1890?]), Верхньому Гусному (1890), Маткові (1899), Кривому (1922), Климці (1925); іконостаси в Кривому, Радичі, Довжках. Його роботи відзначаються досконалістю будівельних конструкцій та оригінальних архітектурних форм, зокрема струнких багатоступінчатих бань. Будівлями Снігура закінчується бойківська традиція дерев'яного культового будівництва.
В селі Сможе Сколівського району збереглася дерев'яна тризрубна та триверха церква святого Михайла, зведена майстром у 1903.

## Виноски
1. ↑  http://iris9ukrnet.blogspot.com/2010/11/blog-post_20.html%5Bнедоступне+посилання+з+липня+2019%5D